# Maszyna Lorenza

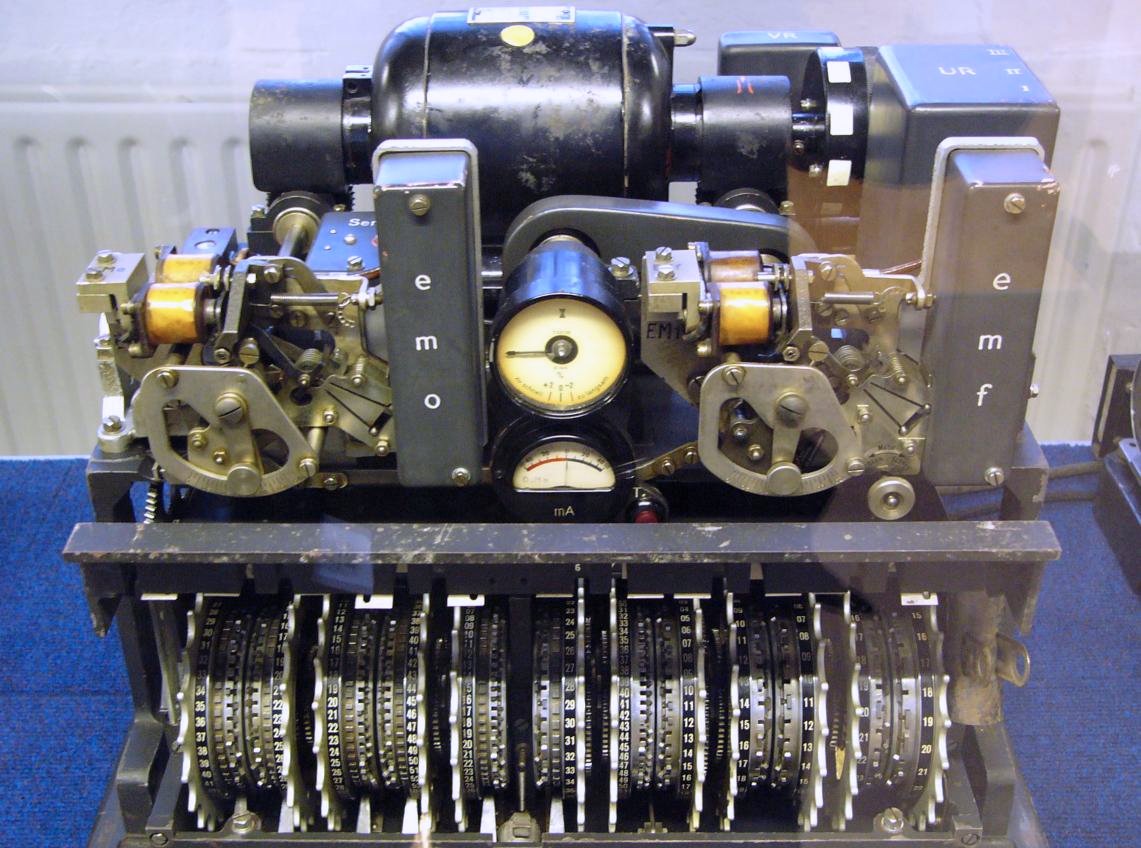
Maszyna Lorenza

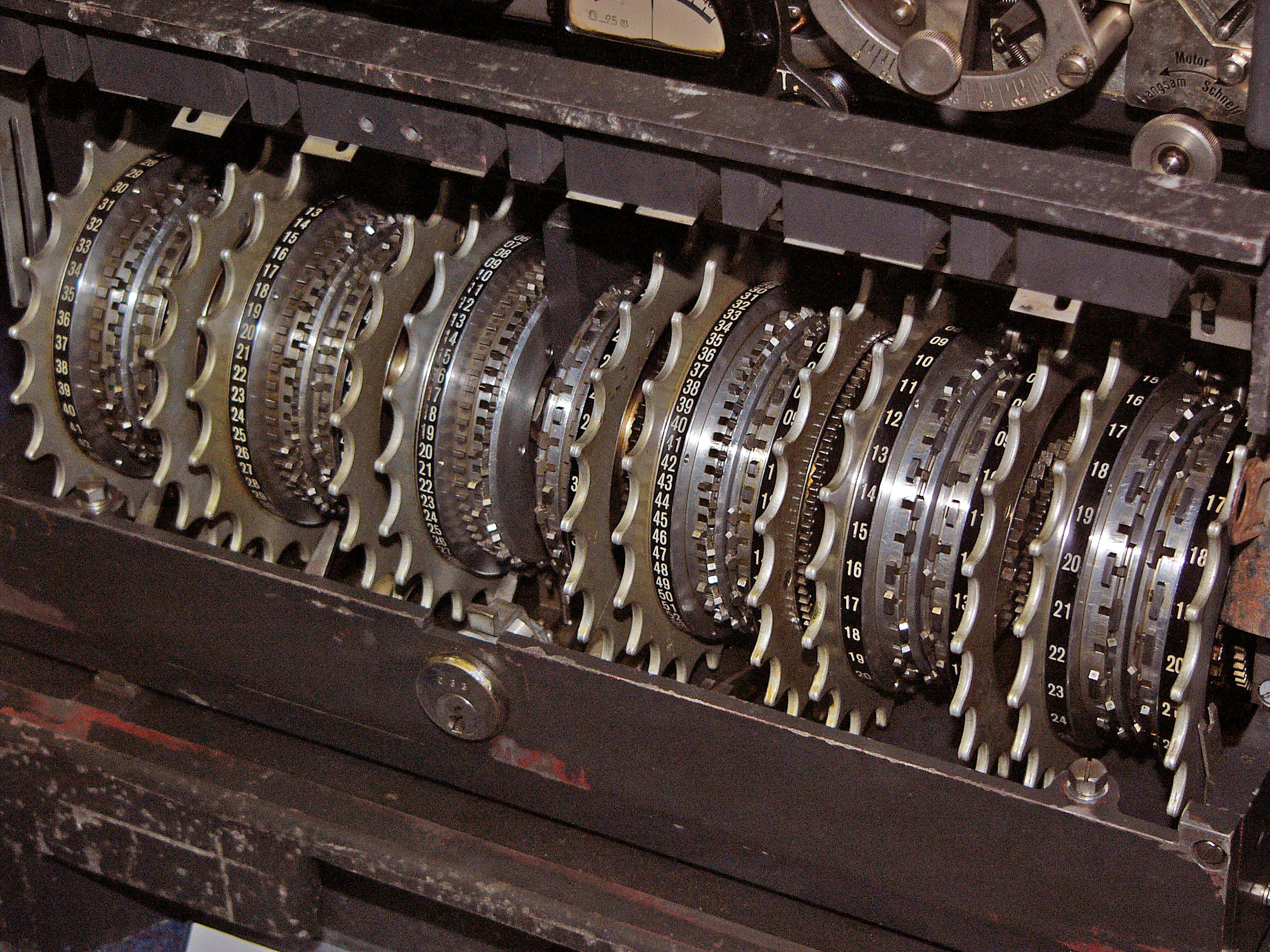
Maszyna Lorenza miała 12 rotorów z 501 igłami

Maszyna Lorenza (niem. Lorenz-Chiffre, Schlüsselzusatz; Lorenz SZ 40 i SZ 42) – niemiecka maszyna szyfrująca używana podczas II wojny światowej dla przekazu informacji przez dalekopisy. Brytyjscy analitycy, którzy zakodowane komunikaty dalekopisowe określali kodem Fish (ryba), szyfry maszyny Lorenza i ją samą nazywali Tunny (tuńczyk). O ile Enigma była używana przez jednostki polowe, o tyle Tunny służyła do komunikacji wysokiego szczebla, gdzie można było wykorzystać ciężką maszynę, dalekopis i oddzielne łącza.
Maszyna Lorenza przypominała Enigmę, ponieważ również korzystała z wirników, lecz działała na innej zasadzie. Miała wymiary 51 × 46 × 46 cm i stanowiła przystawkę do standardowego dalekopisu Lorenza. Z punktu widzenia kryptografii implementowała szyfr strumieniowy.

## Działanie

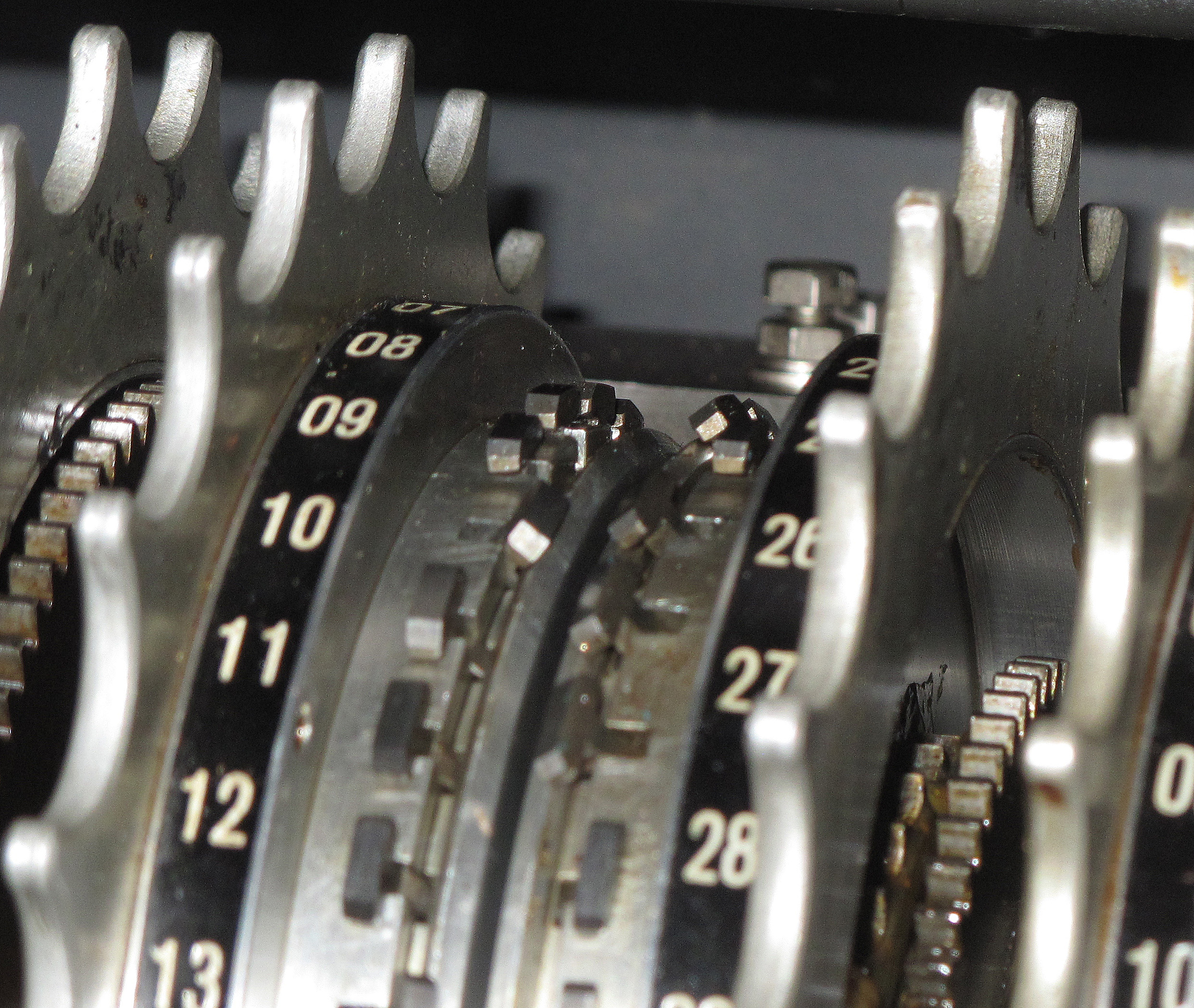
Zbliżenie krzywek na kołach 9 i 10 Lorenz SZ42 pokazujące ich podniesione (aktywne) i opuszczone (nieaktywne) pozycje. Aktywna krzywka odwraca wartość bitu (0→1 i 1→0)

Ówczesne dalekopisy nadawały każdą literę, ogólnie zaszyfrowaną kodem Baudot albo podobnym, jako pięć bitów na pięciu równoległych liniach. Maszyna Lorenza produkowała grupę pięciu bitów pseudolosowych i kombinowała ją za pomocą logicznego operatora XOR z bitami litery tekstu jawnego. Bity pseudolosowe były generowane przez 10 „kół kryptograficznych” (rotorów), z których pięć obracało się w sposób regularny – tak zwane koła χ (chi), a pięć pozostałych w sposób nieregularny – koła ψ (psi). Krok obrotu kół psi zależał od jeszcze dwóch dodatkowych rotorów, zwanych motorycznymi (napędowymi). Maszyna Lorenza w swej funkcji nieregularnego obracania pięciu rotorów (które albo razem się obracały, albo razem pozostawały w spoczynku bez dodatkowych interakcji między liniami) stanowi w praktyce 5 równoległych generatorów pseudolosowych. Liczby igieł na każdym z rotorów były względnie pierwsze.

## Kryptoanaliza
Przekazy Tunny były przechwytywane w Knockholt w hrabstwie Kent i przekazywane do Bletchley Park. Tam kryptoanalitycy odtworzyli działanie maszyny w styczniu 1942 roku, nigdy przy tym nie mając do dyspozycji jej rzeczywistego egzemplarza. Stało się to możliwe na skutek błędu operatora niemieckiego: 30 sierpnia 1941 roku przesłano komunikat zawierający 4000 znaków, jednak nie został on poprawnie odebrany. Poproszono więc (bez szyfrowania – co pozwoliło kryptoanalitykom zrozumieć sytuację) o powtórzenie komunikatu. Retransmisja odbyła się z tym samym kluczem (praktyka zakazana przez procedury), a na dodatek operator wprowadził do oryginalnego tekstu drobne zmiany, jak na przykład pewne skróty. Na podstawie porównania dwu komunikatów John Tiltman był w stanie zrekonstruować zarówno tekst jawny, jak i metodę szyfrowania. Na podstawie tych informacji W. T. Tutte był w stanie odtworzyć zasadę działania urządzenia.
Do łamania szyfru Tunny Brytyjczycy zbudowali wiele maszyn. Pierwsza z nich, z rodziny nazywanej „Heath Robinsons”, używała taśm papierowych i prostych obwodów logicznych. Kolejną był Colossus, pierwszy cyfrowy komputer elektroniczny na świecie (który jednak, w odróżnieniu od późniejszego ENIACa, nie był komputerem uniwersalnym, to jest nie był równoważny maszynie Turinga). Colossus był szybszy i bardziej niezawodny od maszyn „Heath Robinsons”, jego użycie pozwoliło Brytyjczykom na odkodowanie znacznej części transmisji obsługiwanych maszynami Lorenza.
W kwietniu 1943 roku, pracując niezależnie, szwedzcy kryptoanalitycy z FRA (Försvarets radioanstalt) również złamali szyfr produkowany przez Tunny.